# Hugo Martínez de León
Hugo Martínez de León (Montevideo, 20 de marzo de 1950) es un escritor uruguayo. 

## Reseña biográfica
Desde su niñez mostró aptitud por las letras y la música a partir de la influencia de sus padres. Su madre contaba anécdotas familiares que recreaba con minuciosos detalles y su padre, aficionado a la ópera, le imponía la audición de sus tenores favoritos, hecho que terminó despertando en él la afición por la escritura y las melodías.
Estudió en la Sagrada Familia y completó sus estudios preparatorios en el Liceo Francisco Bauzá de Montevideo.
Eligió la carrera de Odontología, y simultáneamente estudió en la Escuela de Bellas Artes. Dos años después se mudó a Buenos Aires. 
Trabajó en diversos diarios y revistas y se dedicó a la realización de revistas especializadas como editor. 
En 1973 realizó giras como acompañante en guitarra de la actriz y cantante Sara Solnik que le permitió conocer varias regiones de la Argentina.
Estrenó una obra de teatro en 1977, El Noticiero, una sátira al periodismo televisivo.
En 1984 publicó su primer libro de cuentos, El Relator. Dos años más tarde dio a conocer “Un sátiro en la fiesta” y en 1989 fue primer finalista del concurso de novela Tigre Juan en Oviedo, España, con El baile y la procesión. 
Entre 1990 y 1995 dirigió la revista especializada Underwear, de lencería. Su experiencia en esta vertiente de la moda lo introdujo en una industria relacionada con las costumbres y la moral. Recorrió varios establecimientos en Latinoamérica, Francia e Italia y asistió a exposiciones internacionales. Escribió diversos artículos relacionados con el tema y de esta saga es La Historia de la obscenidad, publicado por Olmo Ediciones en Buenos Aires (2010). Este libro se tradujo al italiano. 
Escribió El club de los ingleses, en homenaje a los cien años del Lomas Athletic Club, el primer campeón de fútbol en la Argentina. En 1998 publicó El Superclásico (Grijalbo), una historia de los orígenes del fútbol cuyo eje pasa por el análisis de Boca-River como un sistema de unidad de los contrarios. En el 2000 se conoció Tuya, Paco, una biografía no autorizada de Paco Casal, que publicó la Editorial Fin de Siglo.
En agosto de 2015 Olmo Editores publicó La cancha de tu madre, una reseña histórica del arbitraje de fútbol en el Río de la Plata.
En 2008 publicó una nueva novela, El mitin de los maniquíes.
Escribió varias obras de café concert, guiones cinematográficos y adaptaciones de sus novelas. En 2008 estrenó con el grupo Father & Son (que comparte con su hijo Mauro) la obra de sketchs y canciones Qué querés, con ese padre. También ha compuesto más de un centenar de canciones de diversos géneros. 

## Obras publicadas
- 1977: El Noticiero (Teatro), en coautoría junto a Jorge Martínez de León, Tomás Chinski y Marilú Píriz.
- 1984: El relator (cuentos)
- 1985: Un sátiro en la fiesta (cuentos)
- 1989: El baile y la procesión (novela, finalista concurso Tigre Juan, Oviedo, España)
- 1991: El club de los ingleses
- 1995: El librero, proveedor de sueños (investigación histórica)
- 1998: El Superclásico, investigación histórica del Clásico River- Boca (Grijalbo)
- 2000: Tuya, Paco. Biografía no autorizada de Paco Casal (Fin de Siglo)
- 2008: El mitin de los maniquíes, novela.
- 2008: Qué querés, con ese padre (Teatro)
- 2009: Como el día más glorioso (100 años de murga uruguaya)
- 2009: La sierra que besa el mar
- 2010: Historia de la obscenidad
- 2011: Sembrar en la arena (100º Aniversario balneario La Floresta)
- 2015: Un sueño con vista al mar
- 2015: La cancha de tu madre (Historia del arbitraje de fútbol en el Río de la Plata)
- 2016: La historia secreta de una rivalidad. River-Boca, Boca-River
- 2016: Un siglo unidos. Club A. Leandro N. Alem